# Hüfingen
Hüfingen er en købstad (stadt) og kommune i Schwarzwald-Baar-Kreis i den tyske delstat Baden-Württemberg. Kommunen har 7.760 indbyggere (pr. 31. december 2008).
I Hüfingen findes Kastell Hüfingen, der var en del af Romerrigets grænsebefæstning mod germanerne. I den tidligere bykommune Fürstenberg findes slotsruinen Burg Fürstenberg.
Kommunen består af seks dele, nemlig det oprindelige Hüfingen og fem omegnskommuner, der blev sammenlagte med Hüfingen i 1970'erne.

## Kommunesammenlægning
Som den del af kommunalreformen i Baden-Württemberg blev følgende byer og kommuner indlemmet i Hüfingen:
- 1. april 1970: Sumpfohren
- 1. december 1971: Stadt Fürstenberg
- 1. januar 1972: Behla
- 1. marts 1972: Hausen vor Wald
- 1. januar 1975: Mundelfingen

De tidligere byers og kommuners byvåben
- Behla
- Fürstenberg
- Hausen vor Wald
- Mundelfingen
- Sumpfohren